# Neotrichia soleaferrea
Neotrichia soleaferrea är en nattsländeart som beskrevs av Lazar Botosaneanu 1998. Neotrichia soleaferrea ingår i släktet Neotrichia och familjen smånattsländor. Inga underarter finns listade i Catalogue of Life.